# Саєвець
Саєвець (словен. Sajevec) — поселення в общині Рибниця, регіон Південно-Східна Словенія, Словенія.